# 秋葉原区立すいそうがく団!
秋葉原区立すいそうがく団！（あきはばらくりつすいそうがくだん）は日本の吹奏楽団。

## 概要
YouTubeやニコニコ動画などの動画メディアでの演奏配信やCD制作をおこなっている。
姉妹楽団として、オーケストラ編成での「秋葉原区立かんげんがく団！」、20歳以下の学生を中心にしたユース楽団「秋葉原区立すいそうがく部！」がある。